# 9128 Takatumuzi
9128 Takatumuzi là một minor planet with a tên chỉ định of 1998 HQ52. It was được khám phá on ngày 30 tháng 4 năm 1998 at Nanyo Observatory by Tomimaru Okuni. It has an absolute magnitude of 13.8, và has an orbital period of 1198.71 days.